# Fernando Fernández (Fußballspieler)
Fernando Fabián Fernández Acosta (* 8. Januar 1992 in Capiatá) ist ein paraguayischer Fußballspieler. Der Mittelstürmer steht aktuell beim heimischen Verein Club Cerro Porteño unter Vertrag.

## Karriere

### Verein
Fernández begann mit dem Fußballspielen beim Club Guaraní in der Hauptstadt Asunción, wo er 2013 auch sein Profidebüt gab und ein Jahr später in der Copa Libertadores debütierte. In dieser Zeit wurde er auch zum paraguayischen Fußballer des Jahres 2014 gewählt. 2015 folgte der Wechsel zum mexikanischen Spitzenklub UANL Tigres, wo er anschließend nur selten zum Einsatz kam und regelmäßig verliehen wurde. Über die Jahre spielte er dann leihweise für den Club Olimpia, América de Cali, CF Atlante und Club Guaraní. Zu letzterem Verein kehrte er dann Anfang 2022 fest zurück.

### Nationalmannschaft
Am 1. April 2014 stand Fernández im Aufgebot der paraguayischen A-Nationalmannschaft im Testspiel gegen Mexiko, doch bei der 0:1-Niederlage in Kansas City kam er nicht zum Einsatz.

## Erfolge
Verein
- Mexikanischer Meister: Apertura 2016

Persönlich
- Paraguayischer Fußballer des Jahres: 2014